# Стержаков, Владимир Александрович
Влади́мир Алекса́ндрович Стержако́в (род. 6 июня 1959, Таллин, Эстонская ССР, СССР) — советский и российский актёр театра и кино. Заслуженный артист Российской Федерации (2018). Член Союза кинематографистов Российской Федерации.

## Биография

### Ранние годы
Владимир Стержаков родился 6 июня 1959 года в столице Эстонской ССР — городе Таллине.
С детства мечтал о сцене, поэтому после 9-го класса средней школы поступил в театральное училище при Государственном русском драматическом театре Эстонской ССР в Таллине.
В 1977 году поступил, а в 1981 году окончил актёрский факультет Школы-студии МХАТ в Москве по специальности «Актёр драматического театра и кино» (руководитель курса — Василий Петрович Марков, заслуженный артист РСФСР).

### Карьера
Получив диплом о высшем образовании, в 1981 году был принят в труппу Московского Художественного академического театра СССР имени М. Горького (МХАТ СССР имени М. Горького) под руководством Олега Николаевича Ефремова, где играл преимущественно роли второго плана. Из них зрителям, в частности, запомнились его хара́ктерные персонажи в спектаклях «Горе от ума», «Маленькие трагедии», «Тартюф» (Клеант), «Мишкин юбилей» и других. В 1987 году, после раздела МХАТа СССР имени М. Горького на два разных театра в результате творческого конфликта в труппе, Стержаков последовал за своим руководителем Олегом Ефремовым в новообразованный Московский Художественный театр имени А. П. Чехова, где прослужил по 2001 год, отдав МХАТу в общей сложности двадцать лет своей жизни.
Дебютировал в кино в середине 1980-х годов в роли бармена в советской подростковой художественной драме «Плюмбум, или Опасная игра» (1986). Снимался в художественных фильмах «Такси-блюз» (1990), «Враг народа Бухарин» (1990), «Роковые яйца» (1995).
В 1990-е годы в связи с малой загруженностью в театре и в кино подрабатывал шофёром, разгружал вагоны с мороженой рыбой, мыл подъезды, собирал пустые бутылки, один год объявлял артистов в цирке. Снялся в пятидесяти четырёх рекламных телевизионных роликах.
Позже стал играть в антрепризных спектаклях. Играл вместе с такими артистами, как Лариса Удовиченко, Людмила Гурченко, Марат Башаров. Сыграл заметные роли в фильмах и сериалах «Доярка из Хацапетовки», «Думай как женщина», «Валерий Харламов. Дополнительное время», «Молодёжка», «Маргоша». В кино исполнил более 150 ролей.
28 марта 2016 года Владимир Стержаков почувствовал острое недомогание во время выступления в спектакле «Сублимация любви» в Саратовском театре драмы имени И. А. Слонова и был госпитализирован прямо со сцены в состоянии средней тяжести в реанимационное отделение городской больницы Саратова. Вскоре состояние здоровья актёра улучшилось. В мае 2018 года он рассказал о том, что уже несколько лет борется с раком брюшной полости: перенёс шесть хирургических операций, придерживается строгой диеты.

## Семья
- Жена — Алла Стержакова (род. 1 сентября 1968, Москва[14]). Поженились в 1994 году[6][12][15].
  - Сын — Денис Владимирович Стержаков (род. 1999), учится на продюсерском факультете Школы-студии МХАТ[6][12].
  - Сын — Алексей Владимирович Стержаков (род. 9 ноября 2003)[12][16].

## Творчество

### Театральные работы
- «Горе от ума» А. С. Грибоедова[5]
- «Тартюф» Мольера — Клеант[5]
- «Утиная охота» Александра Вампилова — Саяпин
- «Маленькие трагедии» по пьесам для чтения из одноимённого цикла А. С. Пушкина[5]
- «Мишкин юбилей»[5]
- «Всё как у людей…»[17]
- «Поцелуй удачи»[17]
- «Приключение Фандорина»
- «Сублимация любви»
- «Моя прекрасная Кэт»[17]
- «Сплошное надувательство, или Во всём виновата собака»[17]
- «Похищение Сабинянинова»[17]
- «Танцы вдвоём»[17]
- «Взрослые игры»[17]
- «И снова горько!»[17]
- «Кот в мешке»[17]
- «Маленькие аферы большого города»[17]
- «Собачье сердце» по одноимённой повести Михаила Булгакова — Филипп Филиппович Преображенский, учёный-медик, профессор, хирург-экспериментатор[18]

### Фильмография
- 1986 — Плюмбум, или Опасная игра — бармен
- 1986 — Лётное происшествие — Боря, пилот
- 1986 — Театр И. С. Тургенева (телеспектакль)
- 1987 — Этот фантастический мир (выпуск № 12 «С роботами не шутят») — робот, присяжный заседатель в суде
- 1989 — Когда мне будет 54 года — новый ухажёр жены Юры
- 1990 — Враг народа — Бухарин — Михаил Ефимович Кольцов, советский публицист, журналист, писатель
- 1990 — Повесть непогашенной луны — Каннер
- 1990 — Такси-блюз — музыкант, приятель Лёши Селиверстова
- 1994 — Мишин юбилей (телеспектакль) — Фёдор, второй муж Кати
- 1994 — Письма в прошлую жизнь — Никифоров
- 1995 — Роковые яйца — Моржанский
- 1996 — Возвращение «Броненосца» — Любим Авдеевич Полищук, секретарь Посредрабиса (главная роль)
- 1996 — Кафе «Клубничка» (серия № 29 «Ресторанный критик») — ресторанный критик
- 1997 — Четверо (короткометражный) —
- 1998 — Чехов и Ко (серии № 2 «Писатель» и № 8 «Безнадёжный») — Захар Семёнович Ершаков, хозяин магазина / Илья, слуга Шмахина
- 1999 — Д. Д. Д. Досье детектива Дубровского — Василий Григорьевич Лебедев, фальшивомонетчик (убит неизвестной сотрудницей компании «Ива» в серии № 8)
- 2000 — Дом для богатых — архитектор
- 2000 — Империя под ударом (серия № 3 «Двойной Нельсон») — Дубовицкий, врач
- 2000 — Летаргия (короткометражный)
- 2000 — Марш Турецкого (фильм № 2 «Убить ворона», 4 серии) — Алексей Васильевич Летунов, директор авиастроительного завода
- 2000 — Чек — эпизод
- 2001 — Московские окна — Борис Фёдорович
- 2001 — Мужская работа — Лев Анатольевич Островский, депутат
- 2001 — Мусорщик — человек за рулеткой
- 2001 — На углу, у Патриарших 2 — Константин Кузьмин
- 2001 — Нина. Расплата за любовь — Воронин
- 2001 — Остановка по требованию 2 — Муриляк
- 2001 — Сезон охоты 2 — «Британ»
- 2001 — Сыщики (серии № 3 «Оливковое дерево» и № 6 «Раскаявшиеся грешники») — Водородов, майор ФСБ
- 2001 — Удар Лотоса —
- 2002 — В движении — редактор журнала
- 2002 — Всё, что ты любишь — прохожий
- 2002 — Две судьбы — Андрей Иванович Тельцов, полковник
- 2002 — Дорога — Марат
- 2002 — Каменская 2 (фильм № 1 «Украденный сон», 1-4 серии) — директор строительной фирмы «Роском»
- 2002 — Кодекс чести — Лев Анатольевич Антонюк
- 2002 — Мужская работа 2 — Лев Анатольевич Островский, депутат
- 2002 — Следствие ведут ЗнаТоКи. Дело № 24 «Пуд золота» — заказчик из фирмы «А»
- 2002 — Удар Лотоса 2
- 2002 — Чёрный мяч
- 2003 — Марш Турецкого. Новое назначение (фильм № 5 «Пуля для полпреда», 2 серии) — губернатор
- 2003 — Вторая невеста императора — эпизод
- 2003 — Даша Васильева. Любительница частного сыска — Александр Михайлович Дягтерёв (комиссар Жорж Перье), полковник (главная роль)
- 2003 — Золотой век — Александр Алексеевич Жеребцов
- 2003 — Инструктор (фильм № 1 «Преступление и наказание») — Верстаков (главная роль)
- 2003 — Лучший город Земли — Борис Фёдорович
- 2003 — Огнеборцы — генерал Бугров (главная роль)
- 2003 — Оперативный псевдоним — Локтионов
- 2003 — Подари мне жизнь — Вадим Каргополов
- 2003 — Пятый ангел — Антон Степанович, главный редактор московской газеты, начальник Дмитрия Глухарёва
- 2003 — Русские амазонки 2 — директор
- 2003 — Смерть юного императора — эпизод
- 2003 — Сыщики 2 (серия № 5 «Пойти и не вернуться») — Водородов, майор ФСБ
- 2003 — Чистые ключи — Дмитрий, участковый уполномоченный милиции
- 2004 — Афромосквич — Аркадий Борисович Парамонов (главная роль)
- 2004 — Даша Васильева. Любительница частного сыска 2 — Александр Михайлович Дягтерёв (комиссар Жорж Перье), полковник (главная роль)
- 2004 — Даша Васильева. Любительница частного сыска 3 — Александр Михайлович Дягтерёв (комиссар Жорж Перье), полковник (главная роль)
- 2004 — Ландыш серебристый 2 (серия № 5 «Слуга народа») — Хвостовский, соперник Козлова на выборах
- 2004 — Не забывай — Бойко
- 2004 — Ночной дозор — таксист (нет в титрах)
- 2004 — Операция «Цвет нации» (серия № 14) — Альфред Петрович
- 2004 — Парни из стали — адвокат
- 2004 — Анна — Шмакин
- 2005 — Заказ — Натан, врач-психиатр, друг Олега
- 2005 — Верёвка из песка — Сергей Владиленович Васильков
- 2005 — Даша Васильева. Любительница частного сыска 4 — Александр Михайлович Дягтерёв (комиссар Жорж Перье), полковник (главная роль)
- 2005 — Дневной дозор — таксист
- 2005 — Золотые парни — Эдуард Чайка
- 2005 — Косвенные улики — Марат Михайлович Сайкин
- 2005 — Мой личный враг — Василий Михайлов
- 2005 — Мошенники — Маховиков
- 2005 — Наследницы — Евгений, шантажист (главная роль)
- 2005 — Не хлебом единым — Ганичев
- 2005 — Самая красивая — Кир Степаныч, парикмахер
- 2005 — Стая — директор лыжной базы
- 2005 — Студенты — Павел Ильич Гусев, заместитель декана
- 2006 — Аэропорт 2 (серия № 22 «Соломоново решение») — юрист
- 2006 — В ритме танго — Ворошилов
- 2006 — Зачарованный участок — эпизод
- 2006 — Золотые парни 2 — Эдуард Чайка
- 2006 — Осторожно, блондинки! —
- 2006 — Седьмое небо — Николай Николаевич Барышев, заместитель Тимофея Кольцова по хозяйственной части
- 2006 — Студенты 2 — Павел Ильич Гусев, заместитель декана
- 2006 — Студенты-International — Павел Ильич Гусев, заместитель декана
- 2007 — Бухта страха — следователь
- 2007 — Валерий Харламов. Дополнительное время — Анатолий Владимирович Тарасов, тренер сборной СССР по хоккею с шайбой
- 2007 — Возвращение блудного мужа — Павел Титов, «блудный муж» Лизы / Константин Титов, брат-близнец Павла
- 2007 — Диверсант. Конец войны — Иван, полковник на свадьбе
- 2007 — Доярка из Хацапетовки — Александр Егорович Булычёв, отец Димы и Даши
- 2007 — Затмение — Анатолий Андреевич Савицкий, начальник следственного управления Генеральной прокуратуры РФ, государственный советник юстиции 3 класса, супруг Елизаветы Савицкой, отец Арсения Савицкого
- 2007 — Золушка.ру — Зальцман, продюсер
- 2007 — Ловушка —
- 2007 — Нас не догонишь — генерал
- 2007 — Оплачено смертью (фильм № 2 «Кровавая Виктория») — Адамс
- 2007 — Сильнее огня — Егор Петрович Пузанов, майор, отчим Марины (главная роль)
- 2007 — Срочно в номер (фильм № 1 «Бытовуха») — Евгений Анисимов
- 2008 — Батюшка — Андрей Дубов, кандидат в губернаторы
- 2008 — Игра — врач службы скорой медицинской помощи у стадиона «Локомотив»
- 2008 — Вторжение — Андрей Новицкий, муж Натали
- 2008 — ГИБДД и т. д. — полковник Громов
- 2008 — Женщина желает знать — главный врач медицинского центра
- 2008 — Клинч — Олег Николаевич Климов
- 2008 — Ни шагу назад — отчим
- 2008 — Новая жизнь сыщика Гурова (фильмы № 1 «Спиноза» и № 2 «Стоик») — Пётр Иванович Орлов, генерал, друг и начальник Гурова
- 2008 — Далее будет — Лидский
- 2008 — Пуля-дура — Гелий Зубрицкий, бизнесмен
- 2008 — Я — телохранитель — Сергей Алексеевич Проскуров
- 2008 — Широка река — Валентин Сергеевич Политов
- 2008 — Синие ночи — Трофим Кузьмич Зудько, заведующий столовой
- 2008 — Разведчики. Война после войны — Михайленко (главная роль)
- 2009 — Щенок — Пётр Игнатьевич (дядя Петя), начальник матери Алёши
- 2009 — Чудо — Пётр Петрович Бурделов
- 2009 — Хозяйка тайги (фильм № 4 «Дельта») — Николай Павлович Родченко, директор рыбозаготовительного комбината
- 2009 — Танго с ангелом — Тимур Кириллович Лигов, бизнесмен
- 2009 — Сорок третий номер — Штырь, прокурор
- 2009 — След саламандры — генерал Богачёв
- 2009 — Северный ветер — Павел Павлович Сергачёв
- 2009 — Доярка из Хацапетовки. Вызов судьбы — Александр Егорович Булычёв, отец Димы и Даши
- 2009 — Дикий — Аркадий Семёнович Зайцев, майор милиции, начальник ОВД по району Вышнегорский Московской области — главная роль
- 2009 — Вердикт — Кириченко, руководитель следственной группы
- 2009 — Маргоша — Борис Наумович (Наумыч) Егоров, бывший муж Каролины Егоровой, отец Наталии Егоровой, генеральный директор журнала «МЖ» (главная роль)
- 2010 — Робинзонка — начальник Марты
- 2010 — Папины дочки (14-18 сезоны) — Антон Степанович Романов, режиссёр сериала «Короткая любовь», в котором снималась Маша
- 2010 — Новая жизнь сыщика Гурова. Продолжение — Пётр Иванович Орлов, генерал, друг и начальник Гурова
- 2010 — Земский доктор — Борис Смирнов
- 2010 — Здрасьте, я ваш папа! —
- 2010 — «Алиби» на двоих — Дмитрий Фёдорович Рычков, полковник МВД
- 2011 — Товарищи полицейские (серия № 32) — Владимир Викторович Хомяков, депутат партии «Честная Россия»
- 2011 — Дикий-2 — Аркадий Семёнович Зайцев, подполковник милиции, начальник ОВД по району Вышнегорский Московской области — главная роль
- 2011 — Товарищ Сталин — Климент Ефремович Ворошилов, Маршал Советского Союза
- 2012 — Бигль — Дмитрий Юрьевич Бородулин, майор, следователь прокуратуры
- 2012 — Дикий-3 — Аркадий Семёнович Зайцев, полковник полиции / с 32-й серии — полковник полиции в отставке, начальник ОМВД РФ по району Вышнегорский Московской области
- 2012 — Любопытная Варвара (серия № 7 «Шантаж») — Аркадий Аркадьевич Шумолин
- 2012 — Новогодний переполох — Владимир Петрович, директор московской шоколадной фабрики
- 2012 — Одиссея сыщика Гурова — Пётр Иванович Орлов, генерал, друг и начальник Гурова
- 2013 — Метро — Александр Николаевич Буров, начальник Московского метрополитена
- 2013 — Любовь нежданная нагрянет — Роман Зубцов, кавалер Нонны
- 2013 — Операция «Кукловод» — Сергей Васильевич Ушков, мэр Сковска
- 2013 — Серьёзные отношения — Григорий Петрович, отец Екатерины Неробеевой
- 2013 — Думай как женщина — Аркадий Борисович Светлов, отец Дарьи
- 2013 — Тихая охота — Борис Хаимович Фельдман, старший прапорщик, сотрудник отдела уголовного розыска по борьбе с карманными кражами
- 2013 — Учитель в законе. Возвращение — Александр Анатольевич Шкуратов, заместитель прокурора
- 2014 — Манекенщица — Николай Матвеевич, директор Дома моды
- 2014 — Улыбка пересмешника — Фёдор Алексеевич Прохоров, полковник РОВД
- 2014 — Дикий-4 — Аркадий Семёнович Зайцев, полковник полиции, начальник специального отдела при ОМВД РФ по району Вышнегорский Московской области — главная роль
- 2014 — Спешите любить — врач, председатель лётной комиссии
- 2014 — Спираль — Михаил, адвокат
- 2015 — Молодёжка — Семён Валерьевич Красницкий, менеджер хоккейного клуба «Ледяные короли»
- 2015 — Не пара — генерал
- 2015 — Точки опоры — Алексей Алексеевич, прокуроор города
- 2016 — Кухня — Даниил Маратович Алёхин, бизнес-партнёр Элеоноры Андреевны, муж Кристины (6 сезон)
- 2016 — Жизнь после жизни (Небеса подождут) — Фёдор Иванович Метельский
- 2016 — Отражение радуги — Михаил Александрович Лазарев, владелец книгоиздательства
- 2016 — Тайна кумира — Марк Анатольевич Фрид, директор Волгина
- 2016 — Отель «Элеон» (1-2 сезоны) — Даниил Маратович Алёхин, бизнес-партнёр Элеоноры Андреевны, муж/бывший муж Кристины, криминальный авторитет
- 2017 — Последняя статья журналиста — Евгений Павлович Елизаров, первый секретарь обкома КПСС, затем бизнесмен (главная роль)[19]
- 2018 — Ёлки последние — начальник поезда
- 2018 — Лишний — Тимощук, следователь УБЭП
- 2018 — Жёлтый глаз тигра — министр
- 2018 — Расплата — Геннадий Захарович Манешин, майор, следователь Следственного комитета
- 2018 — Ералаш (выпуск № 343, сюжет «Дело было так…»)[20] — судья (директор школы)
- 2019 — $литок — Михаил Кашин, полковник полиции
- 2019 — Укрощение свекрови — Игорь Петрович Терехов, психолог
- 2019 — ИП Пирогова — Маслов, чиновник
- 2019 — Семь ужинов — главный врач психиатрической больницы
- 2020 — Паромщица — Павел Александрович Поляков, мэр города Излучинска
- 2020 — Ищейка 4 (серия № 13) — Михаил Иванович Кабанов, полковник полиции, сотрудник ДПС, начальник убитого гаишника
- 2020 — Доктор Преображенский — Вепрев
- 2021 — Стендап под прикрытием — заместитель министра
- 2021 — Миссия «Аметист» — Всеволод Владимирович Крутов, сотрудник Администрации президента России
- 2021 — Зелёный мэр
- 2021 — Семья и немного справедливости — бизнесмен Крестовский
- 2021 — Гром среди ясного неба — Виктор Николаевич, садовник
- 2022 — Мистер Нокаут — председатель Федерации бокса СССР
- 2023 — Против всех — Николай Марьянович Миронов Муромов
- 2023 — Я — медведь
- 2024 — 10 дней до весны — Симонов
- 2024 — Тверская. Любой ценой
- 2024 — Нянька для Рогожиных — Тимофей Рогожин
- 2024 — ГДР — Александр Яковлев
- 2024 — Настоящий папа — Максим Иванович
- 2024 — Любопытная Варвара
- 2024 — Дайте шоу — босс
- 2025 — Ландыши. Такая нежная любовь — Мамай
- 2025  — Александр I — Кутузов
- 2025 — Закон случайных чисел — Юрий Борисович
- 2025 — Училка

### Киножурнал «Фитиль»
- 2005 — Выпуск № 51 (новелла «Ни дать, ни взять») — водитель «Жигулей»
- 2006 — Выпуск № 72 (новелла «Обнаженная реклама») — Арчибальд Поликарпович, руководитель рекламных проектов
- 2006 — Выпуск № 85 (новелла «Бей, барабан!») — директор футбольного клуба
- 2006 — Выпуск № 86 (новелла «Проблемы со здоровьем») — доктор

## Награды
- Заслуженный артист Российской Федерации (2018).
- Приз «Лучшая мужская роль второго плана» на кинофестивале «Бригантина» за фильм «Заказ» (2006)[источник не указан 361 день].